# Club Deportivo Aparejadores Rugby Burgos
Actualités
Dernière mise à jour : 23 juin 2025.
Le Club Deportivo Aparejadores Rugby Burgos, actuellement connu sous le nom commercial de Recoletas Burgos Caja Rural, est un club espagnol de rugby à XV basé à Burgos, dans la communauté autonome de Castille-et-León. Fondé en 1970, il évolue en División de Honor, le plus haut niveau du Championnat d'Espagne de rugby à XV.
Issu du milieu universitaire, le club a connu une croissance progressive jusqu’à devenir l’un des acteurs majeurs du rugby espagnol, en partenariat avec l’université de Burgos.

## Histoire

### Origines universitaires et premiers pas (1928–1970)
Le rugby à XV apparaît ponctuellement à Burgos en 1928, lorsqu’un groupe d’ingénieurs britanniques, employés sur le chantier de la Ligne de Santander à la Médtiterranée (es), dispute une rencontre amicale avec des ouvriers locaux sur le terrain de La Milanera. Toutefois, la pratique du rugby ne se structure réellement dans la ville qu’à partir de la fin des années 1960,.
En 1968, une équipe informelle d'étudiants en architecture technique affronte une formation du collège Padre Aramburu, dirigée par un moine irlandais amateur de rugby.
L’origine du club est étroitement liée à l’École universitaire d'architecture technique (es), où plusieurs étudiants forment une équipe amateur à la fin des années 1960. En 1969, cette équipe universitaire participe au championnat national universitaire, marquant les débuts compétitifs du rugby à XV à Burgos.

### Fondation et structuration (1970–2006)
La saison 1970-1971 marque le début officiel du club, avec son inscription dans la ligue régionale de Castille-et-León. L’équipe est alors principalement composée d’étudiants venus de régions à forte tradition rugbystique, notamment le Pays basque, Madrid ou Valladolid. À cette époque, le rugby universitaire connaît un certain essor à Burgos, porté par trois formations principales : l’équipe de l’École des Aparejadores, celle des Travaux publics, et le Collège universitaire.
En parallèle, une dynamique scolaire se développe dans la ville, avec la création de plusieurs équipes au sein d’établissements comme Jesuitas, Círculo Católico, Vadillos ou le lycée Diego Porcelos. Ce dernier formera par la suite le noyau du Club Rugby Burgos, également connu sous le nom de Ferroplás. Une vive rivalité oppose alors les Aparejadores à cette nouvelle entité pendant plusieurs années.
En 2006, les deux clubs historiques de la ville, Aparejadores et Ferroplás, décident de fusionner afin de mutualiser leurs ressources humaines et sportives. Cette union marque un tournant dans l’histoire du rugby burgalais et constitue le point de départ d’un projet structuré de développement à l’échelle locale,.

### Professionnalisation et montée en puissance (2006–)
À la suite de cette fusion, le club entame une phase de professionnalisation progressive. Un partenariat étroit est établi avec l'université de Burgos, qui devient le principal sponsor de l’équipe fanion. Celle-ci évolue désormais en División de Honor, le plus haut niveau du rugby espagnol, sous le nom officiel de Recoletas Burgos – Universidad de Burgos.
Le 7 juin 2021, le club dispute pour la première fois de son histoire la finale de la Coupe du Roi, s’inclinant face au Club Alcobendas rugby. Dans les années 2020, il s’impose comme l’un des clubs les plus réguliers du championnat, développant une politique de formation ambitieuse et attirant plusieurs joueurs internationaux.
Le club fournit désormais de nombreux éléments à la sélection espagnole, parmi lesquels Tani Bay (es), Iñaki Mateu ou encore Federico Castiglioni (es).

## Organisation
- Président : Manuel Vadillo
- Entraîneur principal : José Basso
- Capitaine : Juan Zabalegui
- Directeur sportif : Carlos Antón
- Préparateur physique : Tomás Rocamora
- Médecin du club : Dr. Alberto Vela

## Identité visuelle

### Couleurs
Le club évolue traditionnellement avec un maillot jaune à bandes noires, un short noir et des chaussettes noires. Ces couleurs rappellent l’uniforme des étudiants en architecture technique (aparejadores ), origine universitaire du club.

### Surnom
Les joueurs sont surnommés les Aparejos, en référence directe au nom d’origine du club, lié aux études d’architecture technique.

### Nom officiel et sponsors
Depuis la fin des années 2010, le club adopte un nom commercial pour des raisons de sponsoring. Il est actuellement connu sous l’appellation Recoletas Burgos Caja Rural, intégrant ses partenaires majeurs : le groupe hospitalier privé Recoletas et la banque coopérative Caja Rural. Le club bénéficie également du soutien de l’Université de Burgos, institution partenaire historique.

## Personnalités du club

### Joueurs emblématiques
- Iñaki Mateu – international espagnol.
- Tani Bay (es) – international espagnol.
- Federico Castiglioni (es) – ailier argentin naturalisé espagnol, international espagnol.
- Juan Zabalegui – capitaine emblématique du club.

### Entraîneurs notables
- José Basso (2020– ) – entraîneur argentin ayant conduit le club à ses premiers titres nationaux.
- Nacho García – ex-entraîneur ayant dirigé le club dans sa phase de montée en División de Honor.

## Palmarès
- Championnat d'Espagne de 2e division : 
  - 2018

- Supercoupe d’Espagne :
  - Vainqueur (2) : 2023, 2024

- Coupe du Roi :
  - Vainqueur (1) : 2024
  - Finaliste (1) : 2021

## Infrastructures
Le club évolue au CD San Amaro (es) (en espagnol : Complejo Deportivo San Amaro), situé à Burgos. Ce stade possède une capacité d’environ 1 000 places. Il est régulièrement modernisé pour répondre aux exigences de la División de Honor. Il accueille aussi les entraînements des équipes jeunes.

## Formation
L’école de rugby du club regroupe plus de 200 licenciés, avec des équipes dans toutes les catégories d’âge (U6 à U18), une équipe féminine senior, et une équipe espoirs. Une vingtaine d’éducateurs encadrent cette structure labellisée par la fédération espagnole.

## Relations extérieures
Le club développe des liens étroits avec l'université de Burgos, qui fut historiquement à l’origine du projet. Il entretient également des échanges techniques avec des clubs argentins et français, notamment dans le cadre de stages de pré-saison.